# Функція Гамільтона
Функція Гамільтона (або Гамільтоніан) {\displaystyle {\mathcal {H}}(q_{i},p_{i},t)\,} визначається через узагальнені координати
{\displaystyle q_{i}\,} і узагальнені імпульси {\displaystyle p_{i}\,} 
виходячи з функції Лагранжа
{\displaystyle {\mathcal {L}}(q_{i},{\dot {q}}_{i},t)\,} наступним чином.
Узагальнені імпульси визначаються, як 
{\displaystyle p_{i}={\frac {\partial {\mathcal {L}}}{\partial {\dot {q}}_{i}}}}.

Функція Гамільтона визначається згідно з
{\displaystyle {\mathcal {H}}=\sum _{i}{\dot {q}}_{i}{\frac {\partial {\mathcal {L}}}{\partial {\dot {q}}_{i}}}-{\mathcal {L}}}. Фактично, це є перетворення Лежандра лагранжіана.
Після цього всі узагальнені швидкості {\displaystyle {\dot {q}}_{i}} 
d {\displaystyle {\mathcal {H}}} виражаються через узагальнені імпульси й координати. 
За своєю суттю функція Гамільтона є енергією системи, вираженою через координати й імпульси. 
У випадку стаціонарних зв'язків і потенційних зовнішніх сил
{\displaystyle {\mathcal {H}}=T+V\,},
тобто функція Гамільтона є сумою потенційної і кінетичної енергій, але при цьому кінетична енергія повинна бути виражена через імпульси, а не через швидкості.